# Communauté rurale de Patar Lia
Ne doit pas être confondu avec Communauté rurale de Patar ou Communauté rurale de Patar Sine.
La communauté rurale de Patar Lia est une communauté rurale du Sénégal située à l'ouest du pays. 
Elle fait partie de l'arrondissement de Ouadiour, du département de Gossas et de la région de Fatick.
Lors du dernier recensement, la CR comptait 12 192 personnes et 1 379 ménages.

HOMMES POLITIQUES
- Samba Diouf, homme politique sénégalais, ancien maire de Patar Lia
- Djiby Thiam, homme politique sénégalais, maire de Patar Lia de 2022 à 2027
- Bassirou Diouf, homme politique sénégalais, directeur général du Centre National de Qualification Professionnelle et Coordonnateur de PASTEF du département de Gossas
- Yoro Diallo, homme politique sénégalais, coordonnateur de PASTEF Commune de Patar Lia